# Dreydl

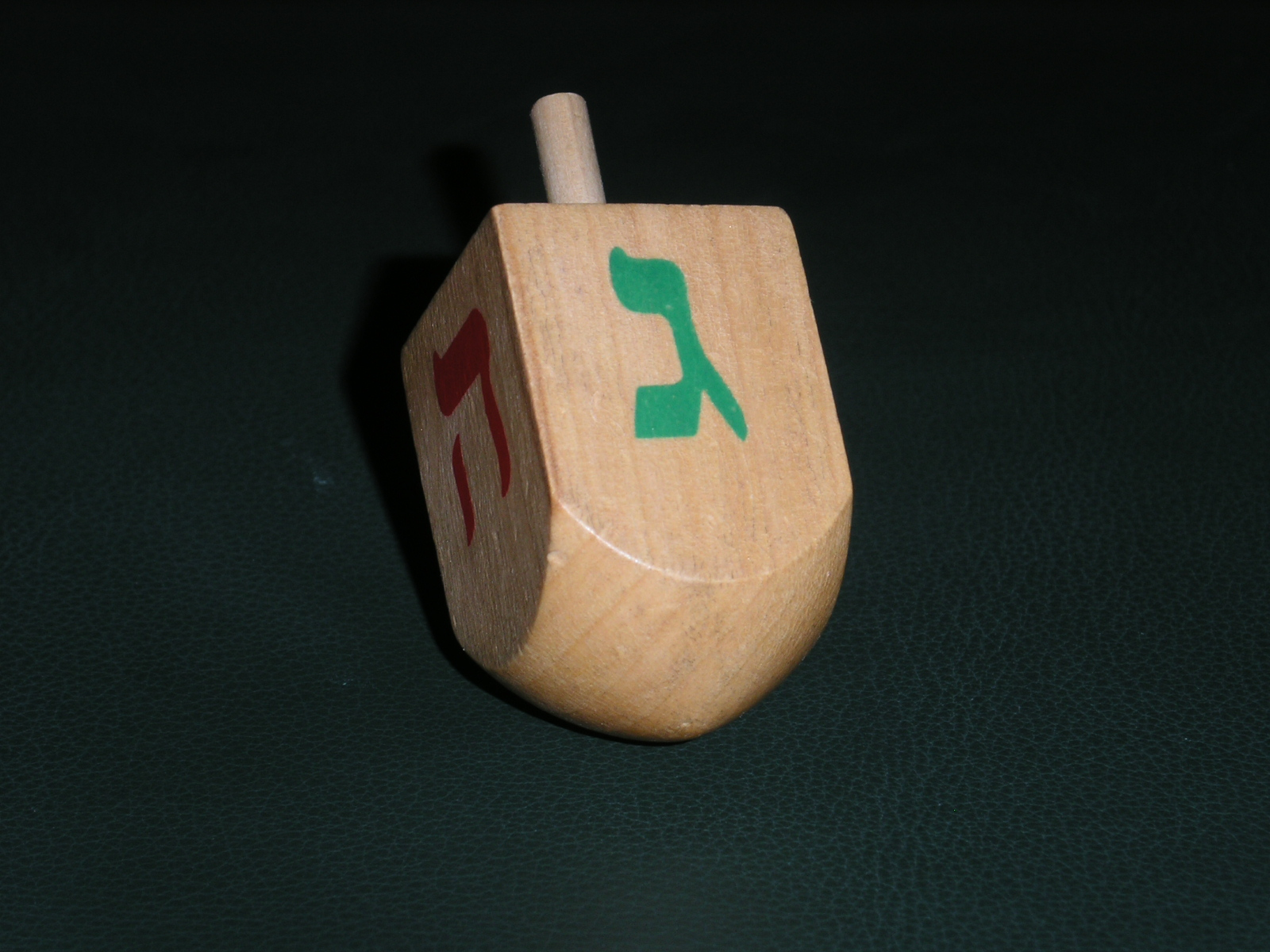
Dreidel

Un sevivon o dreidel (del Hebreu סביבון Sevivon i del Yiddish דריידל dreydl) és una baldufa de quatre costats, amb què es juga durant la festa jueva de Janukah.
Cada cara de la baldufa té una lletra de l'alfabet hebreu (alef-bet): נ (nun), ג (gimel), ה (he), ש (xin), que junts formen l'acrònim de "נס גדול היה שם" (Nes Gadol Haia Sham) - "Un gran miracle va succeir allà". Aquestes lletres formen també una norma mnemotècnica per a les normes d'un joc d'atzar jugat amb un sevivon o dreidel: Nun representa la paraula yiddish nisht ("res"), He representa halb ("meitat"), Gimel representa gants ("tots"), i Shin representa shtel ayn ("col·locar"). A Israel, el quart costat de la majoria dels sevivons hi ha inscrita la lletra פ (pei), transformant l'acrònim a "נס גדול היה פה" (Nes Gadol Haia Poh) - "Un gran miracle va succeir aquí", referint-se al miracle que va ocorre a Israel. Algunes botigues dels barris Haredí venen sevivons o dreidels amb la lletra ש (xin).

## Història
En els temps en què els grecs van conquerir Israel, es va prohibir fer el compliment de les lleis del judaisme, com poden ésser les de "Guardar Shabat", "Respectar Kashrut", etc. Els nens, quan anaven a estudiar el Llibre de la Torah (cosa que no podien fer segons les lleis imposades pels grecs), portaven aquesta baldufa per tal que, quan vinguessin els soldats grecs a veure que tot estigués en ordre, (els nens) poguessin fingir que només jugaven.
El dreidel es va desenvolupar a partir d'un cim irlandès o anglès introduït a Alemanya conegut com a teetotum (ballaruga), que era popular al voltant de l'època de Nadal i es remunta a l'antiguitat grecoromana.